# سیارک ۱۰۵۰۴
سیارک ۱۰۵۰۴ (به انگلیسی: 10504 Doga، نامگذاری:1987UF5) ده هزار و پانصد و چهارمین سیارک کشف شده‌است که در ۲۲ اکتبر ۱۹۸۷ کشف شد.
قدر مطلق سیارک برابر ۳۳٫۸ است.